# Аиджал (округ)
Аиджа́л (англ. Aizawl) — округ в индийском штате Мизорам. Образован 21 января 1972 года. Административный центр — город Аиджал. Площадь округа — 3576 км². По данным всеиндийской переписи 2001 года население округа составляло 325 776 человек. Уровень грамотности взрослого населения составлял 96,5 %, что значительно выше среднеиндийского уровня (59,5 %). Доля городского населения составляла 76,2 %.